# Lisa Gerrard
Lisa Germaine Gerrard (Melbourne, 1961. április 12. –) ausztrál énekes, zenész és zeneszerző, aki nemzetközi ismertségét a Dead Can Dance nevű együttes tagjaként szerezte az 1980-as években. Gerrard alt hangfekvéssel rendelkezik, de a mezzoszoprán hangterjedelemig is el tud jutni. Számos dalát idioglossziában énekli, amit ő "a szív nyelvének" nevez és amelyen 12 éves kora körül kezdett énekelni. Különösen tehetségesen játszik a yangqinon, a kínai cimbalmon. A 2000-es Gladiátor című film zenéjéért, amin közösen dolgozott Hans Zimmerrel, Golden Globe jelölést kapott.

## Életút

### Korai évek
Lisa Gerrard Melbourne Prahran nevezetű, főleg görögök és törökök által lakott külvárosban nőtt fel, ír bevándorló szülők gyermekeként. Többek között nagy hatással volt rá a környéken élők mediterrán zenéje is, ami későbbi alkotásain is felfedezhető.

### Dead Can Dance
Az 1970-es évek végén a melbourne-i poszt-punk szcéna részeként kezdett el zenélni és ezen keresztül ismerkedett meg Brendan Perryvel, majd 1981-ben ketten megalapították a Dead Can Dance-t. A zenekarral 1982-ben Londonba költöztek. 1984-től kezdve nyolc lemezük jelent meg a 4AD Recordsnál, majd 1998-ban feloszlottak. Később kétszer, 2005-ben és 2012-ben újra összeálltak két világ körüli turnéra, és egy új lemezt is készítettek (Anastasis, 2012).

### Szólóban
A Dead Can Dance feloszlása után rengeteg munkában működött közre kisebb-nagyobb mértékben. Közös lemezeket készített ismert zenészekkel, zeneszerzőkkel (pl. Klaus Schulze), filmzenéket szerzett (pl. Gladiátor), illetve négy szólólemeze is megjelent, melyek közül a The Mirror Pool című nagylemezzel debütált.

### Filmzenék
Pieter Bourke-kel - akivel közösen írta második albumát, a Duality-t - ketten dolgoztak A bennfentes című film soundtrackjén, amely 1999-ben jelent meg. Gerrard és Hans Zimmer komponálta a 2000-ben megjelent nagy sikerű Gladiátor című film zenéjét, amelyet Ridley Scott rendezett. Gerrard komponálta Niki Caro rendező A bálnalovas című filmjének zenéjét 2003-ban, majd 2004-ben az ír zeneszerzővel, Patrick Cassidyvel közösen készítette el az Immortal Memory című film zenéjét. 2005-ben újabb együttműködés következett, ezúttal Jeff Rona zeneszerzővel A Thousand Roads című indián dráma zenéje terén. 2007-ben jelent meg Clive Collier rendező dokumentumfilmje, amely a Sanctuary: Lisa Gerrard címet viseli, valamint megjelent a The Best of Lisa Gerrard című válogatás, amely a szóló és filmes munkásságát, valamint a Dead Can Dance anyagát foglalja össze. 
Gerrard írta a Balibo filmzenéjét is, amelyért a 2009-es APRA Screen Music Awards-on elnyerte a legjobb filmzene díját, a 2009-es Aria Awards-on pedig a legjobb eredeti filmzene/szereplő/műsoralbum díját nyerte el. Az évet azzal zárta, hogy a Ryōmaden című japán NHK taiga-dráma főcímdalához is hozzájárult hangjával. 2010-ben Gerrard és Marcello De Francisci együtt dolgozott Gerrard Departum című albumán és a Tears of Gaza című film zenéjén. Egy évvel később ő szerezte a Jim Loach rendezte Oranges and Sunshine zenéjét, amelyet a 2011-es IF Awards-on a legjobb filmzene kategóriában jelöltek. Novemberben Gerrard elkészült a Burning Man című film zenéjével, amely a 2011-es Film Critics Circle of Australia díjátadóján elnyerte a legjobb zenei aláfestés díjat. 2012 decemberben jelent meg Gerrard The Trail of Genghis Khan című lemeze (Cye Wood zeneszerzővel), az ausztrál kalandor, Tim Cope dokumentumfilmes tévésorozatához. 2015 és 2017 között Gerrard szólóban dolgozott, énekelt a Jane Got a Gun, a The Bible és a 2:22 filmekben is.

## Lemezek

### Szólólemezek
- The Mirror Pool (1995)
- The Silver Tree (2006)
- The Black Opal (2009)
- Twilight Kingdom (2014)

### Közreműködőként
- Duality (1998) - Pieter Bourke-kal
- The insider (1999) - Pieter Bourke-kal
- Gladiator (2000) - Hans Zimmerrel
- Farscape (2008) - Klaus Schulzeval
- Come quietly (2009) - Klaus Schulzeval
- Departum (2010) - Marcello De Franciscivel